# Vegacervera
Vegacervera és un municipi de la província de Lleó a la comunitat autònoma de Castella i Lleó. Forma part de la comarca de la Montaña Occidental.

## Demografia
| 1991 | 1996 | 2001 | 2004 |
| ---- | ---- | ---- | ---- |
| 414  | 371  | 380  | 334  |